# Абылхожин, Жулдузбек Бекмухамедович
Жулдузбек Бекмухамедович Абылхожин (род. 23 октября 1951, Алма-Ата) — казахстанский историк, доктор исторических наук, профессор.

## Профессиональная деятельность
Родился 23 октября 1951 году в Алма-Ате, в семье руководящего партийного работника. После окончания школы был призван в ряды Советской Армии, служил в инженерно-строительных войсках («стройбат») на ракетно-космическом полигоне Байконур (1969—1971).
Окончил исторический факультет Казахского педагогического института имени Абая. С 1976 года стал работать в Институте истории, археологии и этнографии АН Казахской ССР, начиная с должности старшего лаборанта и до главного научного сотрудника (с 1991).
Область научных интересов — история Казахстана и СССР в XX веке. В 1983 году защитил кандидатскую, а в 1991 году — докторскую диссертацию по теме «Традиционная структура Казахстана: социально-экономические аспекты функционирования и трансформации. 1920-е — 1930-е гг».). Официальный оппонент диссертации, выдающийся советский и российский историк-аграрник, В. П. Данилов в своем отзыве на данное исследование охарактеризовал его как «крупнейший вклад в развитие казахстанской историографии». Доктор исторических наук.
Преподаватель в Казахстанско-Британском техническом университете (КБТУ), с 2006 года в качестве профессора.
Ж. Б. Абылхожин является автором и соавтором 15-ти научных монографий, некоторые из которых изданы за рубежом (США — две, Германия, Китай). Им опубликовано более 150-ти научных статей, в том числе в Швеции, Франции, Японии, Италии, Турции, России. Выступал с гостевыми лекциями в университетах Бирмингема (Англия), Хоккайдо (Япония), INALCO (Национальный Институт восточных языков и цивилизаций, Париж). Делал сообщения на международных научных конференциях (Япония, Италия, Англия, Турция, Иран).
Вышедшая в 2020-м году научная монография профессора Абылхожина «Постсталинский период в истории Советского Казахстана: череда обреченных реформ и несостоявшихся деклараций (1953—1991 гг.)» получила ряд положительных отзывов в международном научном сообществе:
Катрин Пужоль (профессор INALCO):

«Великолепная историческая монография о ключевом периоде в истории Советского Союза (1953—1991 годы) для наиболее полного понимания причин распада политической, экономической и социальной системы и ее относительной устойчивости вплоть до наших дней. Четкий взгляд, открытая постановка проблематики, свободная от стереотипов, столь свойственных постсоветскому пространству. Книга, которая обязательно подлежит прочтению».

Сергей Плохий (профессор Гарвардского университета):

«Распад СССР — одно из главных геополитических потрясений XX века, только на первый взгляд может восприниматься как одномоментное событие произошедшее в Москве. Его корни уходят в десятилетия истории советских республик, а историческое осмысление только начинается, и в бывшей столице и за ее пределами. Книга Жулдузбека Абылхожина — важный шаг в этом направлении, не только потому что она рассматривает историю трансформации советского строя в одной из ключевых республик СССР, но и потому что она это делает на основе новых документов, в тесной взаимосвязи экономических, социальных и политических процессов. Книга помогает по-новому посмотреть на историю и путь к независимости не только Казахстана, но и других республик региона. Без нее будет трудно, а может и невозможно, написать полномасштабную историю не только Казахстана, но и СССР.»

## Взгляды
Публикации профессора Абылхожина характеризуются использованием концептуально-методологических подходов, инновационными интерпретациями конкретно-исторического материала, а также критическим анализом существующей историографии.

## Основные труды
- Традиционная структура Казахстана: социально-экономические аспекты функционирования и трансформации (1920-е −1930-е гг.). — Алма-Ата: Наука, 1991. 240 с.
- Очерки социально-экономической истории Казахстана. XX век. — Алматы: Ун-т «Туран», 1998. 360 с.
- История Казахстана: Народы и культуры. — Алматы: Дайк-пресс, 2000 (в соавт.).600 с.
- История Казахстана и Центральной Азии. — Алматы: Дайк-пресс, 2001 (в соавт.). 620 с.
- Научное знание и мифотворчество в современной историографии Казахстана. — Алматы: Дайк-пресс, 2007 (в соавт.). 296 с.
- Очерки по историографии и методологии истории Казахстана: Монография. Вып.2. — Алматы: Центр оперативной печати КазАТиСО, 2011. — 426с.
- Постсталинский период в истории советского Казахстана: череда обреченных реформ и несостоявшихся деклараций (1953—1991 гг.) — Алматы: КБТУ, 2020. 468 c.
- Визуальная антропология образов казахстанской культуры XX—XXI вв. Учебное пособие. — Алматы: Жiбек Жолы, 2022. — 172 с.
- Очерки по истории традиционной структуры казахов в первые советские десятилетия: социально-экономические и социокультурные аспекты. — Алматы. 2023 (в соавт.). 358 с.
- Научное знание и мифотворчество в современной историографии Казахстана. Алматы: Дайк-Пресс, 2007. — 276 с.(в соавт. с Ерофеевой И. В., Масановым Н. Э.).